# Крупенский, Матвей Егорович
Матве́й Его́рович Крупе́нский (1775—1855) — бессарабский вице-губернатор в 1816—1823 годах, статский советник.

## Биография
Происходил из старинного боярского рода Молдавского княжества. В 1808 году, во время русско-турецкой войны, поступил на русскую службу, в качестве депутата от Молдавского княжества и находился в этой должности до заключения Бухарестского мирного трактата 12 апреля 1812 года. Оставшись при главнокомандующем Дунайской армией адмирале Чичагове, Крупенский был определен помощником управляющего Бессарабской областью. Вскоре получил российское подданство.
19 сентября 1812 года награждён чином надворного советника «за заслуги и преданность», а по присоединении Бессарабской области к России, ему вверено было управление казной области. 19 апреля 1813 года произведен в коллежские советники, а 19 апреля 1818 года назначен бессарабским вице-губернатором. 7 января 1822 года пожалован в статские советники. По воспоминаниям Ф. Ф. Вигеля,

Со времени присоединения области постоянно играл в ней важную роль М. Е. Крупенский, принадлежащий к боярской фамилии. Он был тщеславен, как все молдаване, роскошен, но более их знаком с европейским житьем. У него в руках всегда находилась казна, и, следуя обычаю, принятому в Яссах, он полагал, что он может брать из неё все для него потребное. Особенно же в звании вице-губернатора при двух наместниках, Бахметеве и Инзове, он делал что хотел, не думая о дне отчетов и ответственности. Сей день настал для него с прибытием Воронцова; он скоро должен был оставить службу и поплатиться почти всем наследственным имением за неосторожно сделанные казенные займы.

Уволен от службы «за болезнью» 7 декабря 1823 года. Матвей Егорович был знаком с Пушкиным, который часто бывал в доме Крупенских в Кишинёве. Скончался в 1855 году в селе Ломачинцах. Похоронен там же.

## Семья
Жена (с 1814 года) — Екатерина Христофоровна Комнено (15.09.1790—1843), старшая дочь генерала Христофора Комнено от брака его с княжной Марией Мурузи. Родилась в Петербурге, крещена была вместе с братом близнецом 21 сентября 1790 года в церкви Рождества Пресвятой Богородицы при Невской перспективе при восприемстве ротмистра Николая Новицкого и капитанши Екатерины Николаевны Тарусовой. Выпускница Смольного института (1809). Будучи бесприданницей, была выдана замуж за богатого помещика Крупенского. Брак их был устроен  родственницей невесты княжной Роксандрой Стурдза. По отзывам современников, Екатерина Христофорона была не особенно красивая, но своими личными качествами сумела привязать к себе своего мужа и сделать свой дом центром для местного бессарабского и русского общества. Пушкин в своих письмах из Кишинева отзывался о ней, как о «женщине умной, приятной и образованной». Через своих двух сыновей она стала родоначальницей чрезвычайно многочисленного потомства. Дочерей своих она выдала замуж за представителей самого родовитого фанариотского общества, причем их желания и вкусы не учитывались, дело решалось исключительно родительской волей. Дети:
- Мария (1819— ?), замужем за Григорием Георгиевичем Кантакузеном.
- Елизавета (1821— ?), в замужестве Суццо.
- Николай (1822—1893), бессарабский губернский предводитель дворянства, камергер.
- Георгий (1823—1864)
- София (1824— ?), замужем за поручиком Алкивиадом Аргиропуло.
- Екатерина (1825—1826)